# Evelyn Ng
Evelyn „Evybabee“ Ng (* 14. September 1975 in Toronto, Ontario) ist eine ehemalige professionelle kanadische Pokerspielerin.

## Karriere
Ng begann ihre Karriere, als sie mit 14 Jahren erstmals um Geld Billard spielte. Mit 17 war sie als Dealerin in den Spielen Blackjack und Poker tätig.
Um 1990 freundete sie sich mit dem Pokerspieler Daniel Negreanu an. Er half ihr, ihren Spielstil zu erweitern, so dass sie auch aggressive Spieler bezwingen konnte.
Ng wurde bekannt, als sie beim Main Event der World Poker Tour 2003 noch vor Profis wie Annie Duke und Kathy Liebert im Ladies Night I’ Zweite wurde. Ihr letztes Turnier mit einer Platzierung in den Geldrängen war 2010 der 445. Platz beim Main Event der World Series of Poker im Rio All-Suite Hotel and Casino am Las Vegas Strip.
Insgesamt hat sich Ng mit Poker bei Live-Turnieren knapp 380.000 US-Dollar erspielt. Sie war mit dem Pokerspieler Lex Veldhuis liiert.